# Клоповник
Клопо́вник (лат. Lepídium) — род растений семейства Капустные (Brassicaceae) порядка Капустоцветные (Brassicales).

## Название
Название «клоповник» возникло благодаря виду Клоповник мусорный, который обладает сильным неприятным запахом и используется в качестве средства от клопов.
В Ботаническом словаре Анненкова приводится несколько русских названий рода Lepidium: Жеруха, Красоля, Красовуля, Перечникъ, Режуха. В то же время, в словаре Анненкова название «клоповник» относится к полутора десяткам других растений.

## Ботаническое описание
Одно-, двух- или многолетние травы, реже полукустарнички. Соцветия кистевидные. Цветки мелкие, лепестки обычно белого цвета. Плод — стручок.

## Ареал
Клоповник встречается преимущественно на сухих солонцеватых местах. На территории бывшего СССР произрастает на юге Восточно-Европейской равнины, Кавказе и Центральной Азии.

## Классификация

### Таксономия
Lepidium L., 1753, Sp. Pl. : 643
Род Клоповник относится к семейству Капустные (Brassicaceae) порядка Капустоцветные (Brassicales). Кладограмма в соответствии с Системой APG IV по состоянию на июнь 2023 года:
|  |                                      |  |                                   |                                   |                     |  | ещё 16 семейств |              |               |                                                             |
|  |                                      |  |                                   |                                   |                     |  |                 |              |               | 249 подтвержденных вида и 69 видов, ожидающих подтверждения |
|  |                                      |  |                                   | порядок Капустоцветные            |                     |  |                 |              | род Клоповник |                                                             |
|  |                                      |  |                                   | порядок Капустоцветные            |                     |  |                 |              | род Клоповник |                                                             |
|  | отдел Цветковые, или Покрытосеменные |  |                                   |                                   | семейство Капустные |  |                 |              |               |                                                             |
|  | отдел Цветковые, или Покрытосеменные |  |                                   |                                   |                     |  |                 |              |               |                                                             |
|  |                                      |  | ещё 63 порядка цветковых растений | ещё 63 порядка цветковых растений |                     |  |                 | ещё 354 рода | ещё 354 рода  |                                                             |
|  |                                      |  |                                   | ещё 63 порядка цветковых растений |                     |  |                 |              | ещё 354 рода  |                                                             |

### Виды
Некоторые виды:
- Lepidium alyssoides A.Gray — Клоповник бурачковидный
- Lepidium aucheri Boiss. — Клоповник Оше
- Lepidium campestre (L.) W.T.Aiton — Клоповник полевой
- Lepidium coronopifolium Fisch. — Клоповник воронцелистный
- Lepidium densiflorum Schrad. — Клоповник густоцветковый
- Lepidium draba Schrad. — Клоповник крупковидный
- Lepidium latifolium L. typus[7] — Клоповник широколистный, или Солнечный хрен
- Lepidium meyenii Walp. — Мака перуанская, или Клоповник Мейена
- Lepidium meyeri Claus — Клоповник Мейера
- Lepidium montanum Nutt. — Клоповник горный
- Lepidium nanum S.Watson — Клоповник карликовый
- Lepidium ostleri S.L.Welsh & Goodrich — Клоповник Остлера
- Lepidium perfoliatum L. — Клоповник пронзённолистный
- Lepidium ruderale L. — Клоповник мусорный
- Lepidium sativum L. — Клоповник посевной, или Кресс-салат
- Lepidium villarsii Gren. & Godr. — Клоповник Вийяра
- Lepidium virginicum L. — Клоповник виргинский